# 김인규 (1953년)
김인규(1953년 6월 26일 ~ )는 대한민국의 정치인이다. 제40·41대 장흥군수를 역임했다.

## 학력
- 용산국민학교 (졸업)
- 경복중학교 (졸업)
- 경복고등학교 (졸업)
- 서울대학교 법학과 (학사 / 졸업)

## 역대 선거 결과
|  | 26.53% |

|  | 54.57% |

|  | 43.28% |